# Jannatah
Jannatah (àrab: جناتا, Jannātā) és un municipi palestí en la governació de Betlem al centre de Cisjordània, situat 5 kilòmetres al sud de Betlem. Segons l'Oficina Central d'Estadístiques de Palestina (PCBS), tenia 6.816 habitants en 2016. Limita amb Hindaza al nord i Tuqu' al sud. La superfície total de la terra és de 11.901 dunams, dels quals 319 constitueixen àrea urbanitzada i 277 han estat confiscats pel govern israelià per a la colonització israeliana i una base militar. Gran part de la resta s'utilitza per a terra cultivable.

## Història
Jannatah rep el nom pel Wadi al-Jana'en o «Vall dels Jardins», nom de la zona on es troba la vila. El municipi de Jannatah va ser format per l'Autoritat Nacional Palestina (PNA) el 1996 amb la fusió dels pobles d'al-Iqab, Rakhme, al-Asakra, Khallet al-Karaneen, Harmala i Abu Nujeim per facilitar la provisió de serveis governamentals i la planificació per a les comunitats. Des de llavors, la ciutat ha estat governada per un consell municipal format per onze membres nomenats per l'ANP. L'alcalde actual és Mustafa Urooj i el tinent d'alcalde és Ibrahim Abakreh. Hi ha sis mesquites i cinc escoles públiques.
El 28 d'agost de 2001, durant la Segona Intifada, l'Applied Research Institute–Jerusalem (ARIJ) va informar que les Forces de Defensa d'Israel van atacar Abu Nujeim, van destruir la seva xarxa d'aigua, les seves oliveres i danyaren part de l'escola d'Abu Nujeim. Aquest mateix dia, ARIJ va informar que soldats israelians havien disparat al bestiar, matant quinze ovelles.